# Rhuma subaurata
Rhuma subaurata är en fjärilsart som beskrevs av Walker 1860. Rhuma subaurata ingår i släktet Rhuma och familjen mätare. Inga underarter finns listade.

## Bildgalleri

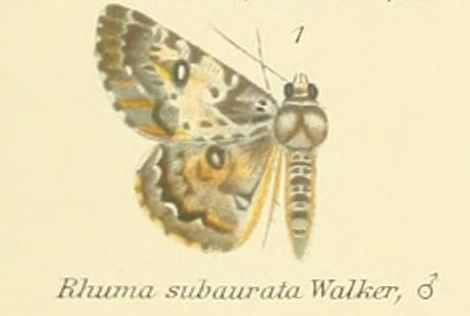